# Veränderliche Herbsteule
|  | Dieser Artikel wurde aufgrund von formalen oder inhaltlichen Mängeln in der Qualitätssicherung Biologie im Abschnitt „Insekten“ zur Verbesserung eingetragen. Dies geschieht, um die Qualität der Biologie-Artikel auf ein akzeptables Niveau zu bringen. Bitte hilf mit, diesen Artikel zu verbessern! Artikel, die nicht signifikant verbessert werden, können gegebenenfalls gelöscht werden. Lies dazu auch die näheren Informationen in den Mindestanforderungen an Biologie-Artikel. |

Die Veränderliche Herbsteule (Agrochola lychnidis) ist ein Schmetterling aus der Familie der Eulenfalter (Noctuidae), der in fast ganz Europa verbreitet ist.

## Merkmale
Der Falter ist farblich sehr variabel, gelbe, rote, olivgraue, braune und fast schwarze Exemplare kommen vor. Sehr oft mit hell geäderten oder gerandeten Makeln. Die Hinterflügel sind dunkel graubraun. Damit kann sie von Agrochola lunosa gut unterschieden werden. Die Ringmakel sind entgegen ihrem Namen überhaupt nicht ringförmig, sondern sehr schmal und länglich. Ebenso sind die Nierenmakel relativ schmal. Die Flügelspannweite beträgt 30 bis 40 Millimeter.
In Bulgarien, Griechenland und Zypern können rötliche Exemplare leicht mit der dort vorkommenden Agrochola rupicapra verwechselt werden.

## Lebensweise
Die bevorzugten Habitate der Falter sind Laubwälder und Waldlichtungen. Die Raupen sind von April bis Juli auf Prunus, Weiden (Salix), Schafgarben (Achillea) und Hahnenfuß (Ranunculus) zu finden. Nach der Sommerdiapause der Puppe fliegen die Falter in den Monaten September und Oktober, manchmal sogar bis in den November. Die Art überwintert als Raupe.